# Tretjärnarna (Åsele socken, Lappland, 710383-157650)
Tretjärnarna är en sjö i Åsele kommun i Lappland och ingår i Ångermanälvens huvudavrinningsområde.